# اقتحام نابلس (أبريل 2023)
في 3 أبريل/نيسان 2023، نفّذ جيش الاحتلال عملية عسكرية في نابلس أسفرت عن استشهاد فلسطينيين وإصابة آخرين. جاءت العملية ردًا على مزاعم عن تورط مقاتلين مسلحين في إطلاق النار على مستوطنين إسرائيليين في حوارة في فبراير.

## الخلفية
كانت العملية جزءًا من اتجاه أكبر للعنف المتزايد في الضفة الغربية المحتلة والقدس الشرقية خلال العام السابق. وكانت القوات الإسرائيلية تشن غارات اعتقالات مُتكررة في مناطق فلسطينية، بينما نفذ الفلسطينيون هجمات ضد إسرائيليين، مما أدى إلى مقتل أكثر من 90 فلسطينيا و15 إسرائيليا في نفس الفترة.

### الضحايا
سقط خلال العملية فلسطينيين هُما محمد أبو بكر الجنيدي أمين عام فتح في قرية جنيد ومحمد سعيد ناصر عضو جماعة دن الأسود. تم القبض على اثنين آخرين، عز الدين طوقان ونضال تبنجا، خلال العملية بزعم مساعدة الجنيدي وناصر.

## ردود الفعل
استنكر مقتل الفلسطينيين خلال مداهمة نابلس، حيث دعت الفصائل الفلسطينية ومحافظ نابلس إلى إضراب في المدينة احتجاجًا على عمليات القتل. وندد رئيس الوزراء الفلسطيني محمد اشتية، بوفاة القتلى مشيرا إلى أنها جزء من "سياسة ممنهجة يتبناها" الاحتلال الإسرائيلي. وأثناء الاقتحام، أطلقت قوات الاحتلال الإسرائيلي الغاز المسيل للدموع، مما أدى إلى إصابة العشرات في حي المخفية.
وقال الجيش الإسرائيلي إن قواته ردّت بإطلاق النار بعد تعرضها لهجوم خلال الغارة. شهدت نابلس وجنين المجاورة توغلات متزايدة من جانب إسرائيل خلال العام السابق، في أعقاب الانتفاضة الفلسطينية الشعبية المعروفة باسم "فورة مايو" التي انتشرت في جميع أنحاء الأراضي الفلسطينية وإسرائيل، التي احتلتها منذ عام 1967.